# آنائیس بکون
آنائیس بکون (فرانسوی: Anaïs Bescond‎؛ زادهٔ ۱۵ مهٔ ۱۹۸۷) ورزشکار دوگانه اهل فرانسه است.
وی همچنین برندهٔ جوایزی همچون لژیون دونور (شوالیه) شده‌است.